# Modiolus (genre)
Pour les articles homonymes, voir Modiolus.
Genre
Modiolus est un genre de mollusques bivalves marins ou d'eau saumâtre de la famille des Modiolidae.

## Liste d'espèces
Selon World Register of Marine Species (2 août 2010) :
- Modiolus adriaticus (Lamarck, 1819)
- Modiolus agglutinans (Cantraine, 1835)
- Modiolus americanus (Leach, 1815)
- Modiolus aratus (Dunker, 1856)
- Modiolus arborescens
- Modiolus arcuatulus
- Modiolus auriculatus Krauss, 1848
- Modiolus barbatus (Linnaeus, 1758)
- Modiolus cinnamomeus
- Modiolus cumingianus
- Modiolus cylindricus Krauss
- Modiolus demissus
- Modiolus difficilis
- Modiolus elegans Gray
- Modiolus ficoides Macsotay & Villarroel, 2001
- Modiolus floridus Dunker
- Modiolus gallicus (Dautzenberg, 1895)
- Modiolus glaberrinus
- Modiolus ligneus
- Modiolus lulat (Dautzenberg, 1891)
- Modiolus martorelli (Hidalgo, 1878)
- Modiolus metcalfei Hanley
- Modiolus modiolus (Linnaeus, 1758)
- Modiolus moduloides
- Modiolus nitens
- Modiolus philippinarum Hanley, 1844
- Modiolus pulex Lamarck
- Modiolus squamosus Beauperthuy, 1967
- Modiolus stultorum (Jousseaume, 1893)
- Modiolus subsulcatus
- Modiolus tulipa Lamarck
- Modiolus vagina Lamarck